# Stadtbredimus
Stadtbredimus (luxemburgisch Stadbriedemesⓘ) ist eine Gemeinde im Großherzogtum Luxemburg und gehört zum Kanton Remich.

## Zusammensetzung der Gemeinde
Die Gemeinde besteht aus den Ortschaften:
- Greiweldingen
- Stadtbredimus
- Hëttermillen

## Verschiedenes
Als die Mosel von 1958 bis 1964 kanalisiert wurde, fanden die Arbeiter dort, wo heute die Staustufe Stadtbredimus–Palzem steht, Überreste einer alten Römerbrücke. Analysen ergaben, dass die Brücke älter war als etwa die Stadt Trier. 
Im Schloss von Stadtbredimus lebte Edmond de la Fontaine, sein Grab findet man bei der Kirche. Heute beherbergt das Schloss den Verwaltungssitz der Genossenschaftskellerei Vinsmoselle.
Außerdem wird hier jährlich am zweiten Wochenende des Monats August eines der größten Weinfeste der Luxemburger Mosel, besser bekannt unter dem Namen Picadilly, gefeiert.
In Stadtbredimus befindet sich der Sitz des privaten Radiosenders Antenne Luxemburg.

## Bekannte Personen
- Peter Bohr (1773–1846), Unternehmer, Maler, Erfinder und Geldfälscher